# 臧煚如
臧煚如（1571年—1626年），字日升，號孟諸、存涵，浙江湖州府長興縣人，民籍，明朝政治人物。

## 生平
生于隆庆辛未六月二十六日。萬曆四十年（1612年）壬子科應天鄉試舉人，四十四年（1616年）丙辰科進士，同年丁父忧，次年丁母憂。服闋，天啟元年（1621年）授行人司行人，奉使周藩，天啓六年（1626年）十二月初三日卒，年五十六。著有《皆山樓集》、《列史世系考》。

## 家族
曾祖臧應璧，工部主事。祖父臧繼華，號茗泉，隆慶元年舉人，授文林郎都察院都事，祀乡贤。父臧懋中，戊戌進士，廣西按察司僉事。母沈氏（封宜人）。弟臧照如，同科進士。妻施氏。子臧基峰、臧基岳、臧基涵。